# Blattella brevicauda
Blattella brevicauda är en kackerlacksart som först beskrevs av Karlis Princis 1963.  Blattella brevicauda ingår i släktet Blattella och familjen småkackerlackor. Inga underarter finns listade.